# Huggenäs kyrka
Huggenäs kyrka är en kyrkobyggnad i Säffle kommun. Den är församlingskyrka i Ny-Huggenäs församling, Karlstads stift.

## Kyrkobyggnaden
Kyrkan återinvigdes 1972. Ursprungliga kyrkan var byggd av trä på medeltiden. Delar av den medeltida timmerstommen kan ingå i nuvarande kyrka.

### Orgel
- 1972 byggde A. Magnussons Orgelbyggeri, Mölnlycke en mekanisk orgel.

| Manual       | Pedal   |
| Gedackt 8'   | Bihängd |
| Rörflöjt 4'  |         |
| Principal 2' |         |

### Webbkällor
- Kyrkor i Karlstads stift Del II, Utgiven av Värmlands Museum och Karlstads stift, 2008, ISBN 91-85224-72-3